# 圣基尔达码头

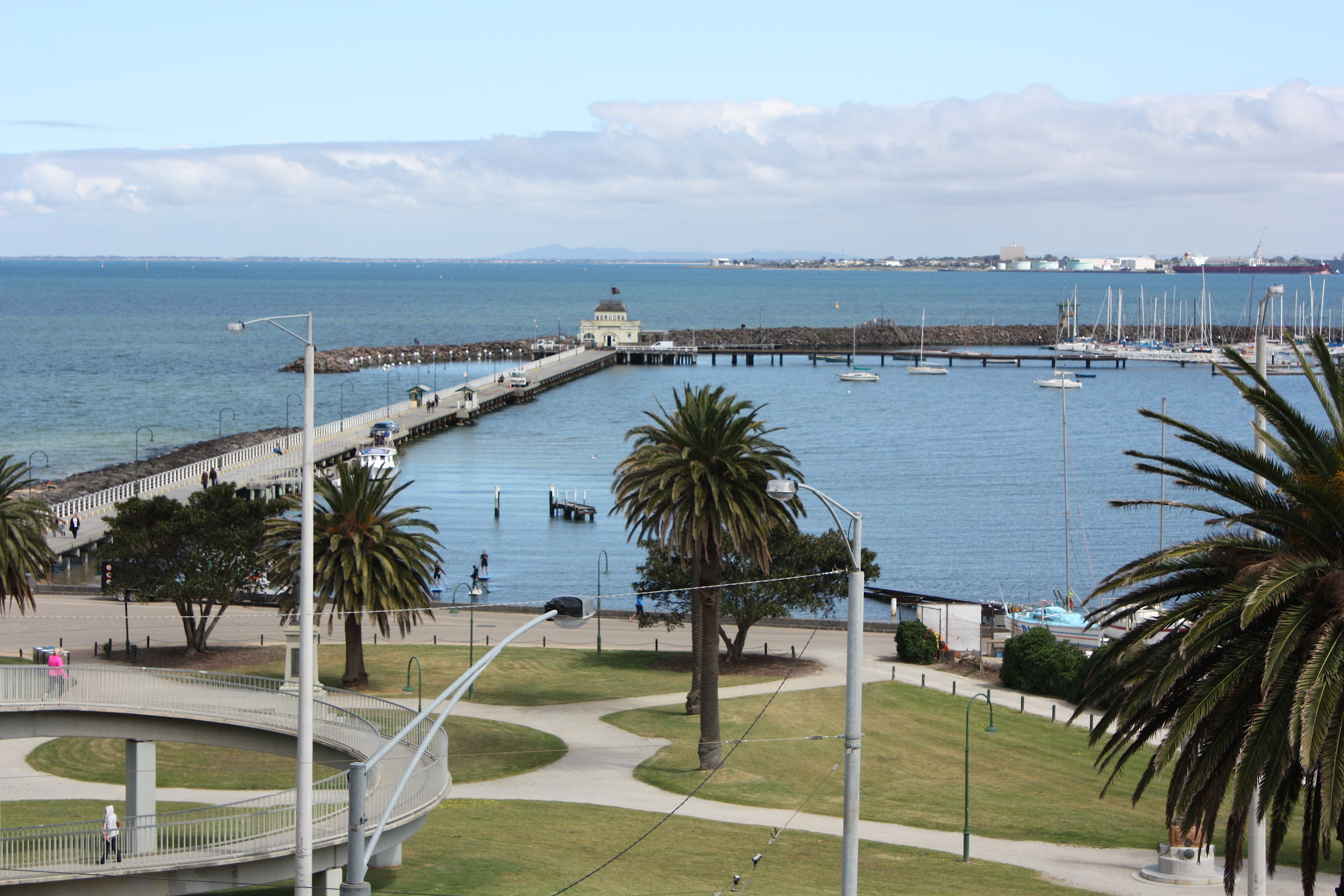
圣基尔达码头

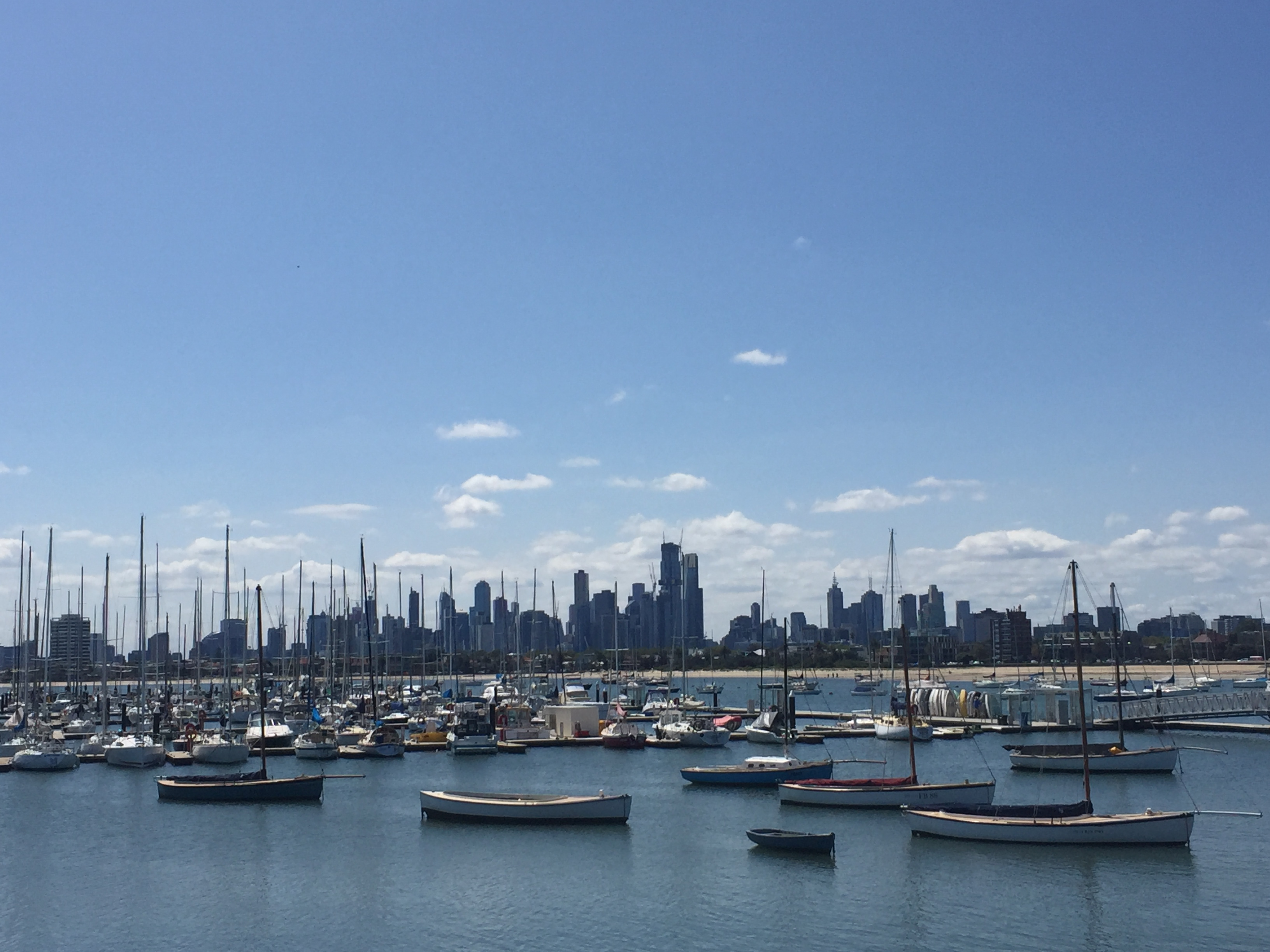

圣基尔达码头（英語：St Kilda Pier）位于澳大利亚维多利亚州圣基尔达，拥有小蓝企鹅栖息地、圣基尔达亭以及墨尔本皇家游艇中队的码头所在地。该码头仍然是圣基尔达海滩游客最喜欢的目的地，步行到终点再回来是一项热门活动。
圣基尔达码头创建于1853年，原为私人码头，但同年遭到破坏，1855年重建，为公共码头。此后多次扩建，后来长1,944英里（3,129）。1893年增加了菲利浦湾游船的系泊点，1904年增加了圣基尔达亭。随着圣基尔达成为墨尔本的娱乐区和最受欢迎的海滩，该码头成为20世纪大部分时间里散步、垂钓、远足和小船系泊的首选目的地。
防波堤最初用木材建造，1955年被碎石堤取代。 20世纪70年代，木墩被混凝土墩取代，防波堤也扩建。 
小蓝企鹅在防波堤岩石中繁殖的行为最早记录于1974年，到1989年共发现100只。 现在大约有1,200只，是一个很受欢迎的景点。